# Vishap

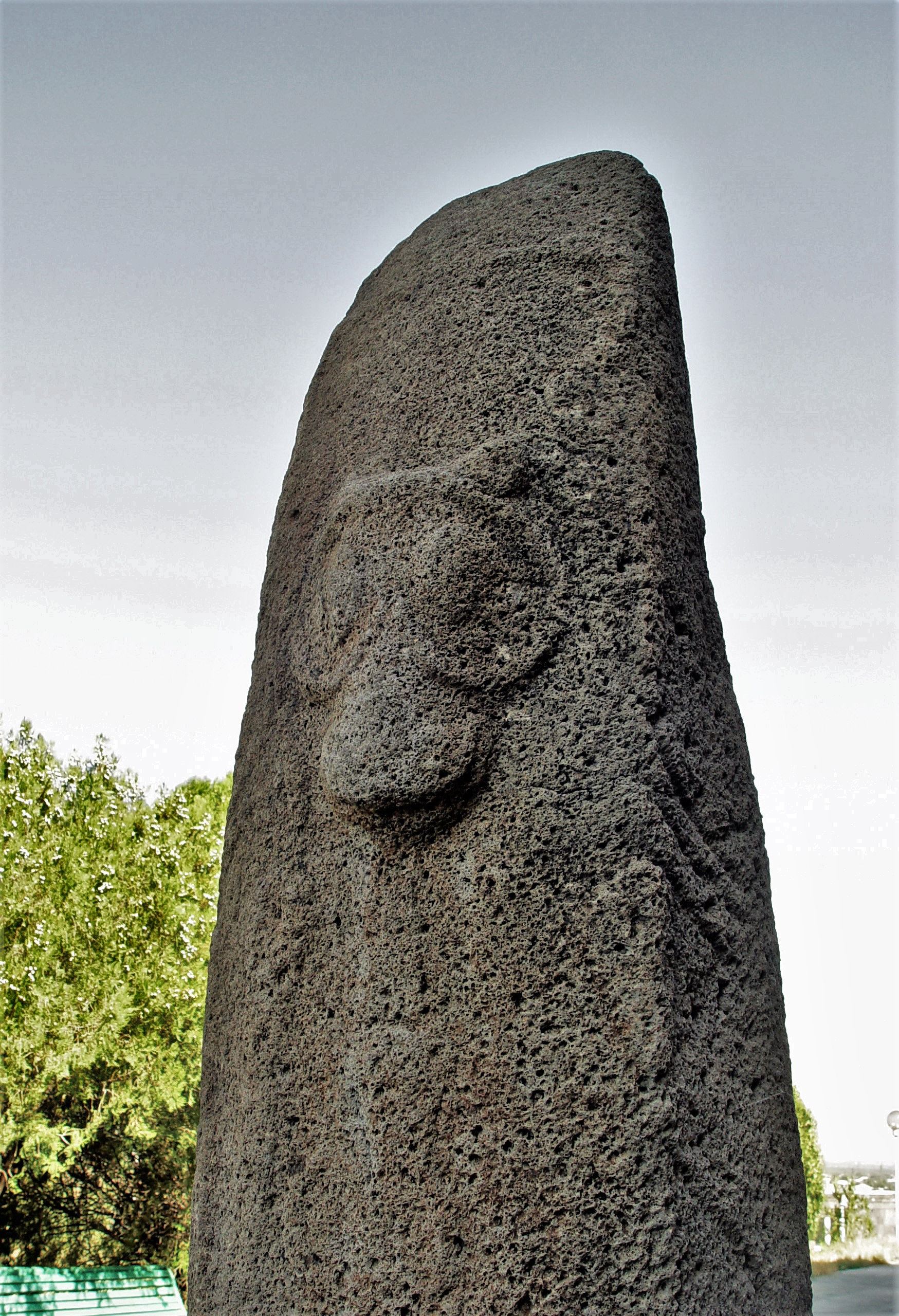
Vishap n.º 6, Azhdaha-yurт.

Los Vishap (Arm. վիշապներ, Veshap, Azhdahak) - eran arcaicos seres mitológicos, que en tiempos antiguos se representaban en forma de grandes estatuas de piedra o menhires. Los Vishap eran comunes en la mitología armenia y en la de otros países colindantes de Oriente Próximo. Originalmente eran deidades o espíritus del agua y probablemente estaban relacionados con la cultura de Kura - Arax . En el II milenio AC o antes, los habitantes de la Meseta Armenia esculpían imágenes pétreas de los vishap y las instalaban cerca de las fuentes subterráneas de agua. Con el tiempo, la imagen tradicional de los vishap cambió, y en la mitología de los diferentes pueblos pasó a ser sinónimo de malos espíritus, dragones, etc, a menudo conservando el vínculo original con el agua. Las estatuas de los vishap llegaban hasta los cinco metros de altura, y generalmente tenían forma de peces, más raramente - en forma de piel de toro estirada sobre estacas. La palabra «vishap».